# Ephrämkirche
Ephräm-Kirche werden folgende Kirchen genannt, die dem heiligen Ephräm (Schriftsteller und Kirchenlehrer) gewidmet sind. Bekannte Ephräm-Kirchen sind:

## Deutschland
- Mor-Afrem-Kirche, (Berlin)
- Mor-Ephräm-Kirche in Heilbronn

## Frankreich
- St-Ephrem (Jâlons)
- Saint-Éphrem-le-Syriaque (Paris)
- ehem. Collège des Lombards

## Weitere
- St.-Ephräm-der-Syrer-Kathedrale, Aleppo
- St.-Ephräm-Kirche (Mossul)
- Syrisch-orthodoxe Kirche St. Ephrem, Wien